# Iván Olivera Meza
Iván Olivera Meza (Chongos Bajo, 20 de septiembre de 1975) es un odontólogo y político peruano. Es el actual alcalde provincial de Satipo.
Nació en el distrito de Chongos Bajo, provincia de Huancayo, Perú, el 20 de septiembre de 1975, hijo de Víctor Teodoro Olivera Raya e Isabel Alicia Meza Barreto. Cursó sus estudios primarios y parte de los secundarios en la ciudad de Satipo y terminó los secundarios en la ciudad de Huancayo. Entre 1997 y 2004 cursó estudios superiores de odontología en la Universidad Peruana Los Andes. Entre 2012 y 2014 cursó estudios de posgrado en la Universidad Continental.
Su primera participación política fue en las elecciones regionales del 2014 en las que fue candidato a la vicepresidencia del Gobierno Regional de Junín por el movimiento Junín Emprendedores Rumbo al 21 junto al candidato a presidente regional Moisés Bartolomé Guía Pianto. Luego tentó la alcaldía de la provincia de Satipo en las elecciones municipales del 2018 por el movimiento Caminemos Juntos por Junín obteniendo la elección.